# Tony Clement
Pour le joueur de rugby à XV gallois, voir Tony Clement (rugby à XV).
Tony Clement, né le 27 janvier 1961 à Manchester (Angleterre), est un avocat, homme politique, entrepreneur et podcasteur canadien.
Impliqué aussi bien au niveau provincial que fédéral, il est membre de la Chambre des communes pour la circonscription de Parry Sound—Muskoka de 2006 à 2019.
Il occupe des fonctions importantes au sein du cabinet de Stephen Harper en tant que ministre de la Santé, de l’Industrie ou encore président du Conseil du Trésor.

## Biographie
Né Tony Peter Panayi à Manchester en Angleterre, Clément est issu d’un père grec chypriote et d’une mère juive. Avec ses parents, il émigre au Canada à l’âge de quatre ans. Après le divorce de ses parents et le mariage de sa mère avec John Clement, Tony adopte le patronyme de son beau-père.
Tony Clement étudie à l'Université de Toronto en science politique et en droit. C'est durant cette période de sa vie que commence son engagement politique. Il est élu à deux reprises au Conseil de gouvernance de l'Université et obtient la présidence de l'Association des progressistes-conservateurs du campus. Après avoir complété son diplôme de droit en 1986, il est appelé au Barreau de l'Ontario en 1988.

### Politique provinciale
C’est avec une marge de plus de 6 000 voix que Tony Clement est élu à l'Assemblée législative de l'Ontario député progressiste-conservateur de la circonscription de Brampton-Sud lors des élections ontariennes du 8 juin 1995. Le 10 octobre 1997, il est nommé ministre des Transports au sein du gouvernement de Mike Harris.
Lors des élections de 1999, Clement est réélu à l’Assemblée législative dans la circonscription nouvellement créée de Brampton-Ouest—Mississauga (en) avec une marge de plus 8 000 voix. Le 17 juin 1999, il devient ministre de l’Environnement et met en place l'Ontario's Drive Clean, un programme de contrôle des émissions des véhicules motorisés. Le 25 octobre de la même année, il est nommé ministre des Affaires municipales et du Logement, confirmant son statut de star montante du Parti progressiste-conservateur de l'Ontario.
Après avoir quitté le portefeuille de l’Environnement le 3 mai 2000, Clement cède son poste de ministre des Affaires municipales et du Logement, le 8 février 2001, pour celui de ministre de la Santé et des Soins de longue durée. Il conserve ce poste lorsque Ernie Eves succède à Mike Harris comme premier ministre ontarien.
Lors des élections générales du 2 octobre 2003, il est battu par le candidat libéral, Vic Dhillon.

### Politique fédérale
Bien qu’il n'est élu à la Chambre des communes qu’en 2006, Tony Clement fait déjà ses premières apparitions sur la scène fédérale dès 2000 en tant que membre du comité de la United Alternative (Alternative unie) dont le but était d’unifier les deux principaux partis de la droite canadienne, le Parti progressiste-conservateur du Canada et le Parti réformiste du Canada afin de mettre fin au règne du Parti libéral du Canada.
Il se présente en 2004 pour devenir leader du Parti conservateur du Canada après la réussite de la fusion entre l'Alliance canadienne et le Parti progressiste-conservateur. Il finit en troisième position lors de cette course à la chefferie qui aboutit à la victoire de Stephen Harper.
Il est élu député conservateur à la Chambre des communes du Canada le 23 janvier 2006, gagnant dans sa circonscription de Parry Sound—Muskoka par une faible majorité de 28 voix. Le 6 février 2006, il est assermenté comme ministre de la Santé dans le cabinet du premier ministre Stephen Harper. Il conserve son siège lors des élections générales de 2008, 2011 et 2015. Il est  ministre de la Santé jusqu'en octobre 2008, puis ministre de l'Industrie de cette date jusqu'en mai 2011, et enfin président du Conseil du Trésor de mai 2011 à novembre 2015.
Il ne se représente pas pour les élections fédérales canadiennes de 2019 et se retire de la vie politique.

#### Ministre de la Santé
Tony Clement est nommé ministre de la Santé par Stephen Harper en février 2006. Les principales politiques mises en place sous son mandat inclurent une stratégie nationale sur l’autisme, des garanties pour les délais d’attente dans les services de santé et une sécurisation des services d’informations de santé. La création du Partenariat canadien contre le cancer fut également une initiative clé du début de la mandature de Tony Clement.

#### Ministre de l'Industrie
Le 30 octobre 2008, après plus de deux ans au ministère de la Santé, Tony Clement est nommé au ministère de l'Industrie dans le contexte difficile de la crise financière de 2008. Durant cette période, le dossier urgent de la restructuration de General Motors en conjonction avec le gouvernement américain fut la principale priorité.

#### Président du Conseil du Trésor
Un remaniement ministériel après l'élection de 2011 place Tony Clement à la présidence du Conseil du Trésor, l’une des principales institutions chargée de la supervision des finances publiques canadiennes.

## Après la politique
À la suite de son retrait politique en 2019, Tony Clement s’est distingué par son implication dans l’initiative Reshoring Canada qui vise à encourager la réindustrialisation du pays et la relocalisation des chaînes d’approvisionnement sur le sol canadien.
Tony Clement continue à commenter l’actualité politique en tant que présentateur de The News Forum.

## Vie privée
Tony Clement est marié à Lynne Golding, une avocate du cabinet d’avocats Fasken. Le couple a trois enfants.